# Sievekingia dunstervilleorum
Sievekingia dunstervilleorum är en orkidéart som beskrevs av Ernesto Foldats. Sievekingia dunstervilleorum ingår i släktet Sievekingia och familjen orkidéer. Inga underarter finns listade i Catalogue of Life.